# Oncaea scottodicarloi
Oncaea scottodicarloi är en kräftdjursart som beskrevs av Heron och Bradford-Grieve 1995. Oncaea scottodicarloi ingår i släktet Oncaea och familjen Oncaeidae. Inga underarter finns listade i Catalogue of Life.